# Аборты на Кубе
Аборты на Кубе разрешены законом и проводятся по желанию, но не распространены в Латинской Америке из-за большого влияния католической церкви. Доктор Соса Марин из Национальной комиссии по планированию семьи заявляет, что «право на прерывание беременности — это право женщин и их партнеров».

## История
По прежнему законодательству случаи абортов на Кубе ограничивались случаями беременности в результате изнасилования или же порока развития плода. Хоть характер этого закона был ограничительным, сам закон строго не соблюдался, что говорит о том, что аборт был доступен до его легализации.
Однако по мере того, как число частных абортов росло, росли и показатели смертности среди женщин, сделавших тогда незаконные аборты. Резкий скачок смертности спровоцировал либерализацию легального аборта в 1965 году, который больше не ограничивался крайними случаями и должен был проводиться государственными врачами бесплатно, а не частнопрактикующими врачами.

## Текущий правовой статус
В надежде снизить высокий уровень смертности кубинских женщин, пытающихся сделать аборт, кубинское правительство декриминализовало аборты в 1965 году. Борьба за легализацию получила дальнейшее развитие в 1979 году, когда был принят закон, сделавший аборты более доступными для кубинских женщин. С тех пор аборты на Кубе оставались легкодоступными, а также бесплатными по всей стране в национальной системе здравоохранения Кубы.
Поздний аборт (после 10 недель) требует формального обследования, которое проводится консилиумом гинекологов и психологов.
Помимо физических осложнений и смерти, женщины, сделавшие несколько абортов, рискуют бесплодием.

## Методы
Издавна разнообразные травы и растения использовались для прерывания беременности или прекращения нежелательной беременности в Латинской Америке. Другие распространенные методы — введение в матку таких предметов, как палочки и катетеры, чтобы разорвать амниотический мешок и вызвать прерывание беременности. Однако такие методы прерывания беременности крайне небезопасны и часто приводят к серьезным осложнениям для женщины.
Статистические данные Кубы показывают отсутствие зависимости от использования противозачаточных средств и количества абортов, здесь одновременно наблюдается высокий уровень использования противозачаточных средств и высокий уровень абортов.